# James Paxton
James Alston Paxton
(nació el 6 de noviembre de 1988), apodado The Big Maple, es un lanzador abridor de béisbol profesional canadiense que juega para los Boston Red Sox de las Grandes Ligas (MLB). Anteriormente jugó para los Marineros de Seattle de 2013 hasta 2018 y los New York Yankees de 2019 al 2020.
Jugó béisbol universitario para los Kentucky Wildcats. Fue reclutado en la cuarta ronda del draft de la grandes ligas de béisbol de 2010 por los Marineros de Seattle e hizo su debut en la grandes ligas de béisbol para ellos en 2013. El 8 de mayo de 2018,lanzó un juego sin hits contra los Azulejos de Toronto, convirtiéndose en el primer lanzador de las Grandes Ligas canadienses en lanzar un no-hitter. Después de la temporada 2018, Paxton fue canjeado a los New York Yankees .

## Trayectoria

### Marineros de Seattle
En junio de 2010, fue reclutado por los Marineros de Seattle en la cuarta ronda del Draft de grandes ligas de béisbol  de 2010. Firmó con los Marineros de Seattle el 4 de marzo de 2011. En la temporada 2011,jugó para Single A Clinton LumberKings y Double A Jackson Generals de la Southern League. Terminó con un récord de 6–3 victorias y derrotas, efectividad de 2.37, 131 ponche y 43 bases por bolas en 95 entradas lanzadas , mientras que permitió un promedio de bateo opuesto de .215. ,junto con Alex Liddi , representó a los Marineros de Seattle en el 2011 Juego de futuros de estrellas. Fue invitado a asistir al principal campamento de entrenamiento de primavera de los Marineros en 2012, pero no llegó a la lista del primer día. Fue enviado a los generales de Jackson.
En 2013,jugó para los Tacoma Rainiers de la Clase AAA de la Liga de la Costa del Pacífico. Con el cuerpo técnico de los Marineros, trabajó para cambiar su mecánica de lanzamiento para reflejar la de Clayton Kershaw, lo que mejoró su rendimiento. El 3 de septiembre de 2013, fue ascendido a las Grandes Ligas. Su primera aparición en las Grandes Ligas se produjo el 7 de septiembre cuando se enfrentó a los Rays de Tampa Bay, donde los Marineros ganaron 6-2. Terminó con un registro de 3-0 en 4 arranques.
Paxton comenzó la temporada 2014 en la rotación de los Marineros de Seattle, pero después de su primer inicio de la temporada, fue colocado en la lista de lesionados. Terminaría la temporada apareciendo en solo 13 aperturas debido a un período prolongado en la lista de incapacitados. Sus problemas por lesiones continuarían en la temporada 2015, durante la cual aparecería en solo 13 aperturas por segunda temporada consecutiva. En 2016, estaba compitiendo por un puesto de rotación en el entrenamiento de primavera, pero después de publicar una efectividad de más de 9, fue enviado a AAA. Fue retirado del mercado unos meses después de que Félix Hernández llegara a la lista de discapacitados.
Comenzó la temporada 2017 para los Marineros de Seattle con 0.00 ERA en sus primeras tres aperturas. Ganó el Premio Jugador de la Semana de la Liga Americana del 10 al 16 de abril, luego de lanzar una combinación de 15 entradas sin anotaciones en dos victorias. El 5 de mayo de 2017,fue colocado en la lista de incapacitados por 10 días debido a una distensión en el antebrazo izquierdo. Lanzó muy bien en julio, yendo 6-0. Él y Adrián Beltré fueron los co-ganadores del Premio Jugador de la Semana de la Liga Americana del 24 al 30 de julio, y también fue el lanzador del mes de la Liga Americana en julio. Sin embargo, el 10 de agosto, tensó el lanzamiento de su músculo pectoral izquierdo contra los Anaheim Angels, poniéndolo nuevamente en la lista de lesionados.
En 2018, antes de su inicio contra los Mellizos de Minnesota, ganó la atención de los medios nacionales cuando un águila calva , que había estado participando en una ceremonia patriótica previa al juego, voló y aterrizó en Paxton. Paxton, que reaccionó de manera inusualmente calmada, dijo más tarde: "No, no iba a huir. Supuse que no iba a dejar atrás a un águila, así que podría ver qué pasa". El 2 de mayo de 2018, contra los Atléticos de Oakland, Paxton ponchó a un máximo de 16 bateadores, pero el bullpen detrás de él vaciló, y los Marineros de Seattle perdieron 3-2.
El 8 de mayo de 2018, lanzó un juego sin hits contra los Azulejos de Toronto . Hizo 99 lanzamientos y dio tres bases por bolas en una victoria por 5-0. Fue el segundo canadiense en lanzar un partido sin hits, siendo el primero desde que Dick Fowler, de los Atléticos de Filadelfia , lo hizo el 9 de septiembre de 1945 contra los Browns de St. Louis. También es el primer lanzador de Grandes Ligas de Béisbol canadienses en lanzar un juego sin hits en Canadá, y el primer Marineros de Seattle  en lanzar un juego sin hits en un juego de carretera. Fue colocado en la lista de discapacitados el 13 de julio de 2018 con una lesión en la espalda. Terminó la temporada 11-6 con una efectividad de 3.76.

### New York Yankees
El 19 de noviembre de 2018, los Marineros de Seattle intercambiaron a Paxton a los New York Yankees por Justus Sheffield , Dom Thompson-Williams y Erik Swanson .En abril de 2019,se convirtió en el segundo lanzador de los Yankees (después de David Cone en 1998) en ponchar a 12 o más bateadores en aperturas consecutivas.